# دیاجیو
دیاجیو (به انگلیسی: Diageo) شرکت بریتانیایی چندملیتی تولیدکنندهٔ انواع نوشیدنی‌های الکلی است، که دفتر مرکزی آن در شهر لندن، انگلستان قرار دارد.
این شرکت بزرگ‌ترین تولید کنندهٔ نوشیدنی‌های تقطیری از جمله آبجو و شراب در جهان می‌باشد. از برندهای معروف دیاجیو می‌توان به: جانی واکر (پرفروش‌ترین ویسکی در جهان)، اسمیرنوف (پرفروش‌ترین ودکا در جهان)، بیلیز، (نوعی لیکور) و گینس، (نوعی آبجو) اشاره نمود. این شرکت همچنین مالک برند خوزه کوئروو، (پرفروش‌ترین تکیلا در جهان) نیز می‌باشد.
شرکت دیاجیو محصولات خود را در بیش از ۱۸۰ کشور جهان ارائه می‌کند و در ۸۰ کشور نیز دارای شعبه است.
بخشی از سهام شرکت دیاجیو در بازارهای بورس لندن و بورس نیویورک معامله می‌شود. این شرکت در سال ۲۰۱۱ با ارزش بازاری بالغ بر ۳۴ میلیارد پوند در رتبه ۱۲ از بزرگ‌ترین شرکت‌های فعال در بازار بورس اوراق بهادار لندن قرار داشت.